# توبركولين
توبركولين هو مستخلص من المتفطرة السلية أو المتفطرة البقرية أو المتفطرة الطيرية يستعمل في تشخيص الإصابة بمرض السل في الحيوانات والبشر.
هنالك عدة أنواع من اختبارات توبركولين والذي يعد المشتق البروتيني المنقى أهمها.
توبركولين مدرج في قائمة منظمة الصحة العالمية للأدوية الأساسية.
اختبار مانتو هو اختبار المشتق البروتيني المنقى لتوبركولين المستعمل في الولايات المتحدة وفي أغلب بلدان العالم. اختبار هيف كان مستعملا في الممكلة المتحدة حتى عام 2005.